# Henric Wilhelm Wrangel
Henric Wilhelm Wrangel, född omkring 1660 i Estland, stupad 1709 i Sorozin i Ukraina, var en svensk militär.
Henric Wilhelm Wrangel var son till mannrichter Bernhard Wilhelm Wrangel och Magdalen Helena von Kursel. Han blev officer 1679, ryttmästare vid estländska adelsfanan 1700 och tillfångatogs i slaget vid Errastfer. Wrangel rymde 1704 och blev 1705 major vid Skånska ståndsdragonregementet och 1707 överstelöjtnant och chef för regementet.